# Родительская суббота
Роди́тельская суббо́та (греч. Παράσταση — «ходатайство», греч. Ψυχοσάββατο — «суббота душ», рус. поминащая суббота, серб. мртва субота, задушнице, укр. поминальна субота, батьківська субота, діди, бел. дзяды, болг. задушница) — в православной традиции день особого поминовения усопших православных христиан и прежде всего своих почивших родителей (предков). Канонический день посещения могил предков и других родственников, где совершается панихида.

## В Православной церкви
Днями особого поминовения усопших в Православной церкви являются пять родительских суббот:
1. Мясопустная вселенская родительская суббота (суббота за 2 недели до Великого Поста);
2. Троицкая вселенская родительская суббота (суббота перед днём Святой Троицы, на 49-й день после Пасхи);
3. родительская 2-я суббота Великого Поста;
4. родительская 3-я суббота Великого Поста;
5. родительская 4-я суббота Великого Поста.

В богослужебном уставе Православных церквей каждый из дней недели посвящён воспоминанию Креста Господня, ангелов и архангелов, Иоанна Предтечи и т. д. В субботу совершается память всех святых и всех усопших православных христиан. Богослужебный устав предписывает совершать поминовение всех «от века преставльшихся православных христиан». Церковь установила частные и общие дни поминовения усопших. Дни особого общего поминовения усопших называются «родительскими субботами». В эти дни совершается особое поминовение усопших православных христиан.
В Православной церкви существуют две версии, которые объясняют, почему эти субботы называются родительскими:
- потому что каждый человек поминает, прежде всего, своих самых близких людей — родителей;
- название этого дня происходит от наименования всех покойников «родителями», то есть принадлежащими уже к отцам, к которым они отошли[4][неавторитетный источник].

### Вселенские родительские субботы
Во всех православных церквях две субботы посвящены поминовению всех без исключения усопших православных христиан — вселенская панихида:
- Мясопустная суббота[6] — в субботу перед Неделей о Страшном Суде[2]. Поминовение всех усопших верных перед воспоминанием Второго пришествия Иисуса Христа коренится в первых веках христианства. В этот день, как бы предшествующий Страшному суду, христиане просят Иисуса Христа «явить всем усопшим Свою милость в день нелицеприятного воздаяния».
- Троицкая суббота[6] — в субботу перед праздником Пятидесятницы (Святой Троицы). Установление этой памяти так же уходит к апостольским временам. Как Мясопустная суббота предваряет день воспоминания Страшного Суда и начало Великого Поста, так Троицкая суббота предваряет раскрытие во всей силе Царства Христова в день Пятидесятницы и начало Апостольского поста.

### Родительские субботы Великого поста
Родительские субботы, 2-я, 3-я и 4-я субботы Великого поста. Эти субботы установлены, чтобы не лишить усопших своего «предстательства» на протяжении Великого поста, так как в это время невозможны обыкновенные ежедневные поминовения усопших (сорокоусты и другие частные поминовения), соединённые с совершением полной литургии, которая в Великий пост совершается не каждый день.

### Субботы малых постов
К ним относятся последние субботы перед Рождественским, Апостольским и Успенским постами.

### Частный родительский день
Частный родительский день — это день, когда совершается поминовение усопших, несмотря на то что в богослужебном уставе этот день не отмечается как заупокойный. В этот день принято поминать усопших родителей в Русской, Сербской и Болгарской православных церквях.
Дмитриевская суббота — в субботу, перед 26 октября (8 ноября), днём памяти святого Димитрия Солунского. В XIX веке Дмитриевская родительская суббота связывается с поминовением воинов, павших в Куликовской битве. 22 августа 1903 года был издан императорский указ, предписывающий в войсковых частях совершать в Дмитриевскую субботу панихиды по усопшим воинам, «за веру, царя и Отечество, на поле брани живот свой положившим». В современной традиции РПЦ в Дмитриевскую родительскую субботу совершается заупокойная служба. В богослужебной практике старообрядцев-беспоповцев совершается служба по уставу вселенской родительской субботы. Особенное значение придаётся и всей седмице перед субботой, которая носит название «(Димитриевская) родительская седмица», в эти дни не совершаются бракосочетания.
В середине XIX века святитель Филарет (Дроздов) писал: «О Дмитриевой субботе постановления не знаю, кроме предания нашего, русского». В XIX веке мнение о связи Дмитриевской субботы и памяти воинов, погибших в Куликовской битве, становится общепринятым, и в 1903 году был издан императорский указ о совершении в этот день в войсковых частях панихиды по воинам «за веру, царя и Отечество, на поле брани живот свой положившим». Достоверность этой легенды о церковном начале «Дмитриевской родительской» вызывала возражение у некоторых исследователей: октябрьский поминальный день, истолковываемый церковью как день молитв о павших за Русь в 1380 году в боях с татарами, приходится вовсе не на тот месяц, в котором Дмитрий Донской разгромил полчища Мамая. Мамаево побоище было 8 сентября, поминальный же день по русским воинам приурочивается к 26 октября, то есть ко времени, когда в средней и особенно в северной России твёрдо осознаётся наступающая зима.
В богослужебном уставе Дмитриевская суббота не упоминается, нет её и в церковных установлениях Элладской (Греческой) Церкви. В богослужебном уставе этот день не отмечается как заупокойный. С этим днём связаны некоторые народные традиции, имеющие дохристианское прошлое. Так архиепископ Димитрий считал, что Димитриевская родительская суббота заменила собой языческие тризны, существовавшие ранее у славян.
С 1968 года Болгарская православная церковь перешла на новый стиль, но народная традиция поминовения предков перед 8 ноября осталась (на 8 ноября ранее выпадал Дмитриев день по григорианскому календарю, также как в современной России). И с этого времени осеннее поминовение усопших стало совершаться перед днём архангела Михаила (8 ноября в современной Болгарии). Такой день может называться «Димитровска задушница» или «Архангелова задушница».

## В традиции православных славян
У славян поминальные дни в народном календаре не совпадают с «Родительскими субботам» церковного календаря; в народе отмечаются не все «родительские субботы» церковного календаря. В обычаях было принято поминать «родителей» накануне больших праздников:
перед масленой неделей, перед Троицей, перед Покровом и перед Дмитровым днём. В Полесье этот список дополнялся Михайловской субботой и поминальными пятницами.
У восточных славян главными календарными поминальными днями во многих местах считались: Радоница, Троицкая суббота, Дмитриевская суббота.

Православною церковью установлено семь вселенских панихид. Первая из них приходится на вечер пятницы перед Филипповым постом, вторая падает на субботний день перед рождеством Христовым, третья справляется в мясопустную неделю, четвёртая — 15 марта, пятая — в субботу перед духовым днем, шестая в субботу, предшествующую Петрову дню, седьмая — в субботу перед успеньем… Но… главнейшие народные поминки совершаются в другие дни, а именно: на Радоницу, в Троицкую субботу и в Дмитриев день.

По мнению историка Георгия Федотова, ещё в середине XX века в Русской православной церкви литургия сохраняла черты славянской поминальной тризны, в которой по поверью вместе с живыми вкушают и усопшие. На Родительскую субботу ритуальную кутью приносили в храм и ставили на особый стол перед распятием — «канун».

### Мясопустная суббота
В народной традиции Мясопустная суббота — главный зимний поминальный день в Белоруссии и России. В народном календаре восточных славян — поминальный день приходящийся на субботу Пёстрой недели за два дня до Масленичной недели.
Этот первый в году Родительский день отмечали в Белоруссии и в некоторых местах России. В Заонежье Мясопустная суббота входила в состав главных поминальных дней, наряду с Троицкой и Дмитровской субботами. В этот день поминали умерших родителей. Для них специально пекли блины — и первый блин клали на божницу, слуховое окно или крышу, оставляли на могилах на кладбище, а также раздавали блины детворе, нищим и монашкам с просьбой помянуть такого-то.

### Троицкая суббота
В славянской традиции это весенне-летний поминальный день. В России и на юго-востоке Белоруссии считался самым большим и почитаемым поминальным днём.
В мифологических представлениях славян, на Семицко-Троицкие праздники предки временно покидали загробный мир и приходили в этот мир; местом их пребывания была свежая зелень — деревья, травы, цветы. Живые должны были встретить и помянуть их должным образом.
В этот день посещали кладбища, поминали своих усопших родственников, украшали зеленью их могилы, устраивали ритуальные трапезы и общались с душами покойных.
В Белоруссии освящали травы, обкуривали хаты и домашнюю скотину, чтобы не боялась грозы. На Украине существовал следующий обычай. Срубленную осинку вносили в Клечальную субботу на ночь в дом, а утром смотрели: если листья оставались зелёными, даже если завяли за ночь, — все в семье доживут до следующей Клечальной субботы. Если же листья почернеют, то будет в доме покойник.

### Дмитровская суббота
Дмитриевская суббота — день всеобщего поминовения усопших в традиции Русской, Сербской и Болгарской православных церквей.
Первоначально осенние поминки по усопшим предкам не были приурочены к определённому дню. На Севере Руси ещё в конце XIX века осеннее поминовение совершалось в Покровскую субботу.
В сербской народной традиции поминки перед Дмитриевым днём местами совершались в пятницу, а не в субботу. Болгары осенний поминальный день (задушницы) также отмечают в субботу перед Димитровым днём, реже после него. Осенняя задушница может считаться в тех или иных регионах главной задушницей года.

### Покровская суббота
Отмечали в субботу перед днём Покрова, приходящимся на 1 (14) октября. В русской народной традиции Покровскую субботу считали родительской (поминальной), хотя и не такой важной и обязательной, как Дмитриевская. У белорусов в этот день местами отмечают «Покровские деды». Празднование обычно начиналось с пятницы, когда подавали постный ужин и начинали приготовления к субботней обильной трапезе; реже эти обряды совершались в субботу вечером и в воскресенье утром.
В Русской православной церкви традиция поминовения усопших и посещения кладбищ в субботу перед праздником Покрова распространена на территориях епархий в Поволжье, Прикамье, Урале и Сибири, вошедших в состав России после 1552 года.

### Михайловская суббота
В Полесье с днём святого Михаила связан один из календарных поминальных праздников — Михайловские деды (четверг, пятница, суббота перед Михайловым днём), для которых готовили кутью, канун, борщ, кисель и другие кушанья.
В субботу накануне Михайлова дня у болгар отмечаются самые большие поминки по усопшим в течение года — т. н. Арха́нгеловата заду́шница, Ра́нгеловска душни́ца, Хра́нгеловото о́душе. В этот день все вспоминают умерших родственников и близких, поливают вином и окуривают ладаном могилы, раздают хлеб и калачи, украшенные просфорой, варёное жито (коливо) соседям, а в некоторых сёлах устраивают и общую трапезу с курбаном «за помин душ» (болг. за Бог да прости). У болгар существует поверье, что каждую субботу, и особенно от Пасхи до Троицына дня, души умерших прилетают на землю — одни, чтобы вымолить прощения за свои грехи, а другие — праведные, для помощи и наставлений близким.
C 1968 года Болгарская Православная Церковь перешла на новый стиль, но народная традиция поминание предков перед 8 ноября осталась (на 8 ноября ранее выпадал Дмитриев день по григорианскому календарю, также как в современной России). И с этого времени осеннее поминовение усопших стало совершаться перед днём архангела Михаила (8 ноября в современной Болгарии). Такой день может называться «Димитровска задушница» или «Архангелова задушница». В Дмитриевскую субботу служба ведётся только в нескольких храмах Болгарской православной церкви, тогда как Михайловская суббота считается поминальным днём всей Болгарской церкви.

### Деды
Белорусы и украинцы родительские субботы (поминальные дни) называют «Дедами» и отмечают несколько (от трёх до шести) раз в году; их число и значимость различны по регионам. Согласно верованиям, в эти дни умершие (деды, души, родители, мёртвые) приходят в свои дома на поминальный ужин (который тоже может называться Деды). Во многих случаях в число «Дедов» не входит Радуница, когда покойников, как правило, поминают на кладбище.
Главными «Дедами» считаются:
1. последняя суббота мясоеда перед Масленицей (мясоедные, зимние, великопостные деды, товстая суббота, масляные, першія дзяды);
2. суббота перед Троицей (сёмка, семуха, духовские или троицкие деды, духовская суббота);
3. осенние Деды, приуроченные к различным субботним дням — перед Дмитровым днем (26.Х), Михайловым днем (8.XI), днём Кузьмы и Демьяна (1.XI) (бел. асянины, осенние, змітроўские дзяды, змітроўка, Михайловы деды, кузьминыя, пилипоўчаные, роздвяные, остатние).

Там, где Радуница включается в число Дедов, её называют радостные, радушные деды и считают одним из главных поминальных дней. К менее распространённым Дедам относятся покровские, Никольские (перед Николой вешним и зимним), Ставры (з.-бел. стаўры, 13—14.IX); вторая, третья и четвёртая суббота Великого поста.

### Поговорки и приметы
- Живы родители — почитай, а умерли — поминай[40].
- Покойника не поминай лихом, а добром — как хочешь[40].
- Поминай живых добром, а покойничков зе́леным вином[41].
- Человек рождается на смерть, умирает на жизнь[42].
- Тяжела земля, а как обольёшь её пивцом да винцом — всё полегчает[43].
- Добром поминай, зло забывай[40].